# Santa Coloma d'Erdo
Santa Coloma d'Erdo és un poble, ara ja despoblat, del municipi de Sarroca de Bellera, a la comarca del Pallars Jussà. Formava part del terme primitiu de Sarroca de Bellera.

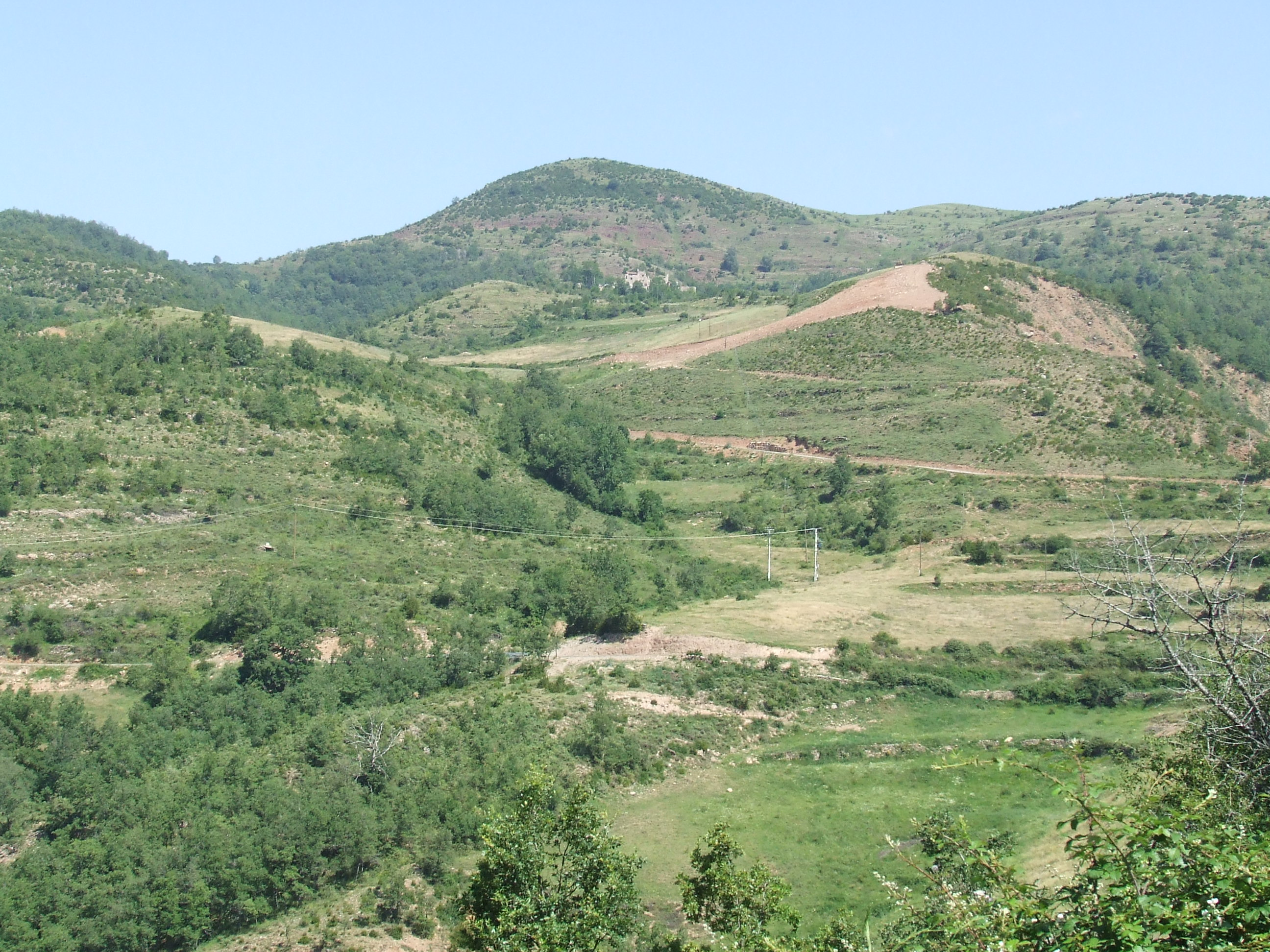
El poble en el seu entorn

Està situat a 2,7 km en línia recta al nord-est del seu cap de municipi. Per poder-hi accedir, des de Sarroca de Bellera cal seguir cap al nord-oest la carretera L-521, i, al cap d'1 quilòmetre, quan està a punt d'entroncar amb la N-260, surt cap al nord una pista rural asfaltada que mena a Xerallo, Castellgermà i les Esglésies, on arriba en uns 3 quilòmetres.
Santa Coloma d'Erdo tenia l'església de santa Coloma, sufragània de la de la Bastida de Bellera. Com la resta del poble, l'església és en ruïnes i envoltada de bardisses i tous d'ortigues que la fan inaccessible. Sembla un temple d'època moderna, amb un curiós campanaret a l'angle nord de la façana de llevant que sembla contenir elements força més antics. Actualment el campanar no destaca gaire, ja que ha estat clarament sobrepassat per la resta d'edificacions que formaven el poble.

## Etimologia
El nom del poble es deu al patronatge de Santa Coloma de la seva parròquia, i de la seva pertinença a la Quadra d'Erdo, origen comú d'aquest poble i del veí d'Erdo.

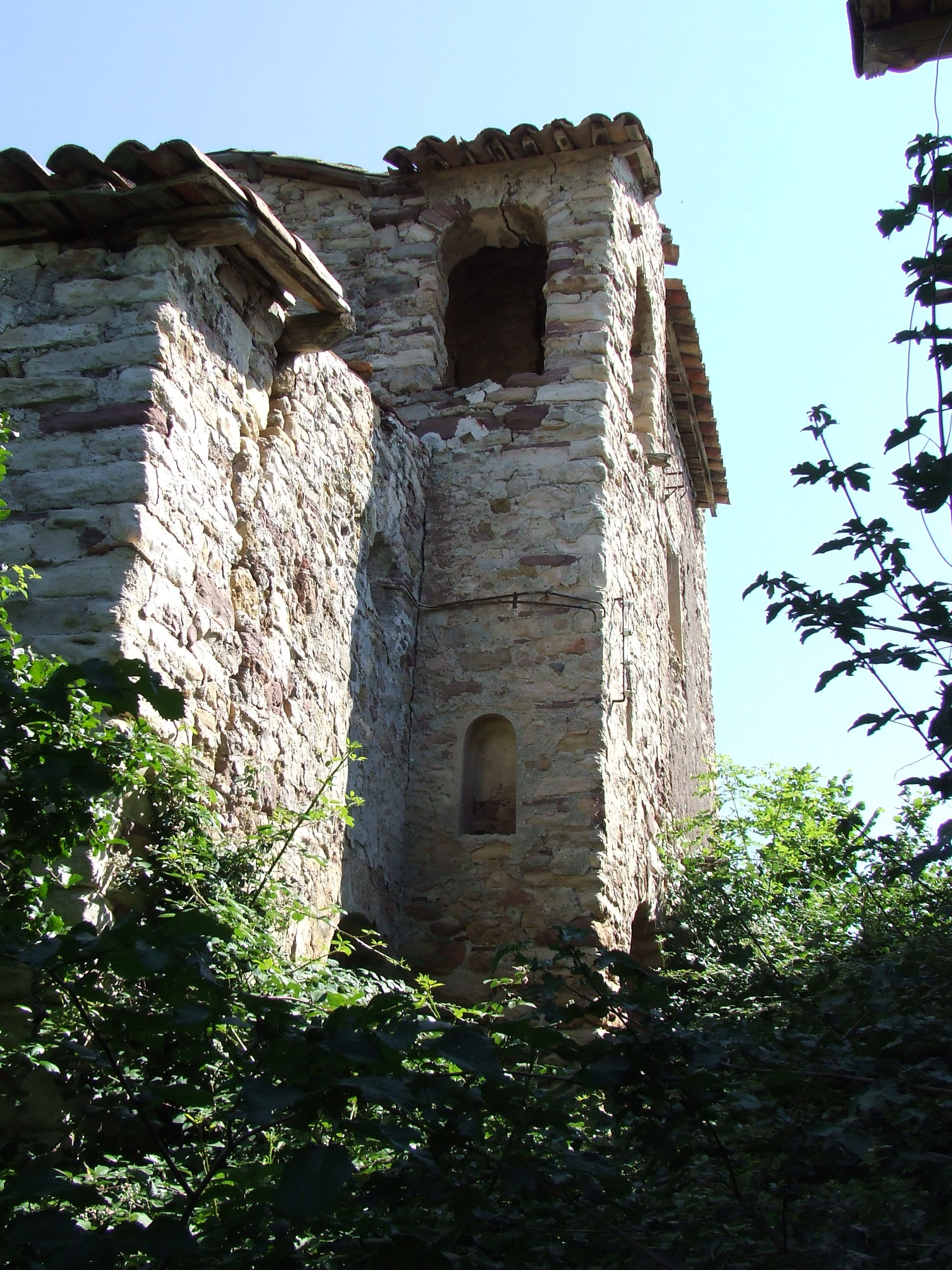
Campanar i façana de llevant de l'església del poble

## Història
El 1381, Santa Coloma d'Erdo apareix en els fogatges amb 3 focs (uns 15 habitants). El 1970, tenia 6 habitants, repartits en dues cases: Casa Benito i Casa Pere. El 1994 ja era del tot despoblat, i només pujava al poble un pastor que hi tancava les ovelles, vaques i cavalls. El 2009 és un munt de ruïnes, amb els espais oberts coberts d'espessa vegetació, que fan del tot inviable fins i tot l'estada de bestiar.

## Festes i tradicions
Santa Coloma, patrona del poble, és invocada arreu contra els ossos, i les muntanyes dels voltants n'eren importants caus. Per això se li cantaven els goigs següents (fragment):
| «                                       | Coloma sou anomenada humil verge, i dignament: Siau la nostre advocada davant de l'Omnipotent. A Santa Coloma d'Erdo us venerem, amb honor, i cadascú en persona us obsequia de cor. Per tant, en Vós, oh Coloma confiem sincerament: Siau la nostre advocada davant de l'Omnipotent. | » |
| — Popular, Goigs de Santa Coloma d'Erdo | |   |

Santa Coloma d'Erdo és dels pobles que surten esmentats a les conegudes cobles d'en Payrot, fetes per un captaire fill de la Rua a mitjan segle xix. Deia, en el tros de Santa Coloma d'Erdo:
| «                | Puja cap a Santa Coloma i no en troba sinó dos, Castellvill i Castellnou Bellanos i Vilancòs. I passa a Oveix i Guiró la digo, digo, digo, i passa a Oveix i Guiró i es menja la carn de moltó. | » |
| — Payrot, Cobles | |   |